# Tantiaka-Kouadigou
Ne doit pas être confondu avec Tantiaka-Yamba.
Tantiaka-Kouadigou est une commune rurale située dans le département de Yamba de la province du Gourma dans la région de l'Est au Burkina Faso.

## Géographie
La commune est proche de Kouadigou-Yamba.

## Santé et éducation
Le centre de soins le plus proche de Tantiaka-Kouadigou est le centre de santé et de promotion sociale (CSPS) de Yamba.